# Cho Min-kook
Cho Min-kook (5 de julho de 1963) é um ex-futebolista profissional e treinador coreano, que atuava como defensor.

## Carreira
Cho Min-kook fez parte do elenco da Seleção Coreana de Futebol da Copa do Mundo de 1986 